# ثاديوس هايت
ثاديوس هايت (بالإنجليزية: Thaddeus Hyatt)‏ هو صناعي ومحامي أمريكي، ولد في 21 يوليو 1816 في راهواي في الولايات المتحدة، وتوفي في 25 يوليو 1901 في Sandown ‏ في المملكة المتحدة.